# R-117 (misil)
R-117 fue un misil tierra-aire soviético desarrollado a finales de los años 1940 y finalmente cancelado en 1950.
El desarrollo del R-117 (a cargo de Babakin) entró en competición con el desarrollo del misil R-112 (derivado del misil alemán Schmetterling), pero con una aerodinámica diferente y de diseño soviético. No se llegó a la fase de vuelos de prueba, ya que se canceló a favor del R-112.
Los trabajos sobre el R-117 comenzaron en 1945, y el diseño estuvo listo el 1 de marzo de 1948. La revisión por parte de una comisión dio como resultado que se encontrara necesario un desarrollo adicional sobre la balística y la aerodinámica del misil, sobre todo respecto del disparador de proximidad del misil. Tras las mejoras en el diseño, se sometió nuevamente a revisión el 28 de abril de 1948, encontrándose apto para continuar el desarrollo.
Se diseñaron dos métodos de guía para el misil: el seguimiento del objetivo en sí (el método del perro) y el apuntado hacia el punto del espacio en el que el objetivo se encontraría en determinado momento, calculado por una estación de seguimiento.
En junio de 1950 finalmente se canceló el proyecto del R-117 a favor del R-112, que a su vez sería cancelado en 1951.

## Especificaciones
- Empuje en despegue: 117 kN
- Masa total: 1220 kg
- Diámetro: 0,43 m
- Longitud total: 5 m
- Alcance máximo: 25 km